# Paul Commer
Paul Commer (* 24. Februar 1907 in Hamm; † 31. Dezember 1995 in Marl) war ein deutscher Maler. 

## Leben
Commer wurde als erstes von neun Kindern geboren. Nach dem Besuch des Realgymnasiums (1917–1923)  verrichtete er von 1931 bis 1933 einen freiwilligen Arbeitsdienst als Arbeitsführer in Heessen (jetzt Hamm). Von 1933 bis 1941 war er beim Bauamt der Stadt Hamm mitverantwortlich für den Bau der Hammer Kasernen. 1941 erhielt er einen Stellungsbefehl zur Wehrmacht und kam 1944 für vier Jahre in sowjetische Gefangenschaft. Von 1949 bis zu seiner Pensionierung im Jahr 1972 verantwortete er im Bauamt der Stadt Hamm den Bau mehrerer Schulen. 
Er zeichnete über 1.000 Aquarelle und Federzeichnungen. Unter Anleitung seines Lehrers Theo Hölscher erlernte er unterschiedliche Techniken der Aquarellmalerei. Seine Bilder dokumentieren ein Stück Heimatgeschichte.

## Ausstellungen
- Ausstellungen im Gustav-Lübcke-Museum Hamm
- Ausstellung „125 Jahre Bad Hamm“ 2007

| Personendaten    | Personendaten     |
| ---------------- | ----------------- |
| NAME             | Commer, Paul      |
| KURZBESCHREIBUNG | deutscher Maler   |
| GEBURTSDATUM     | 24. Februar 1907  |
| GEBURTSORT       | Hamm              |
| STERBEDATUM      | 31. Dezember 1995 |
| STERBEORT        | Marl              |